# Dogue

Esemplare di mastino napoletano.

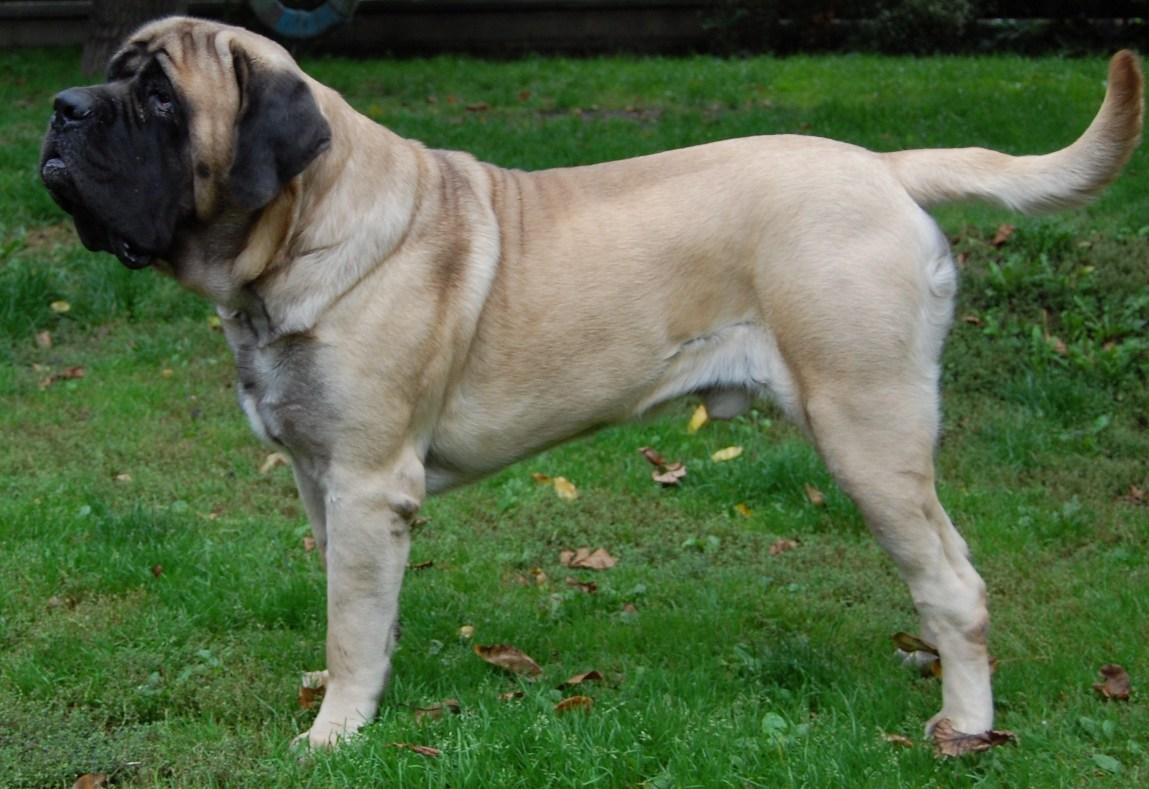
Esemplare di mastino inglese.

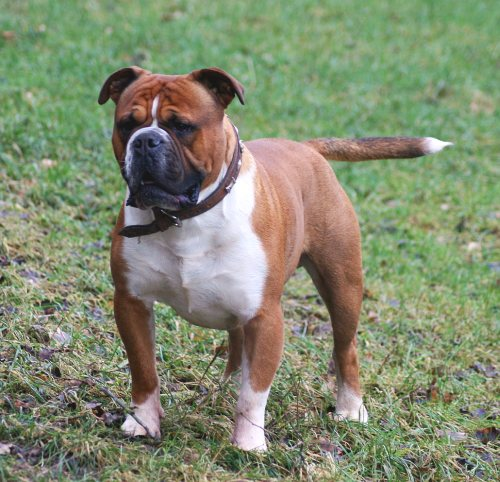
Esemplare di Olde English Bulldogge, razza ricreante l'Old English Bulldog.

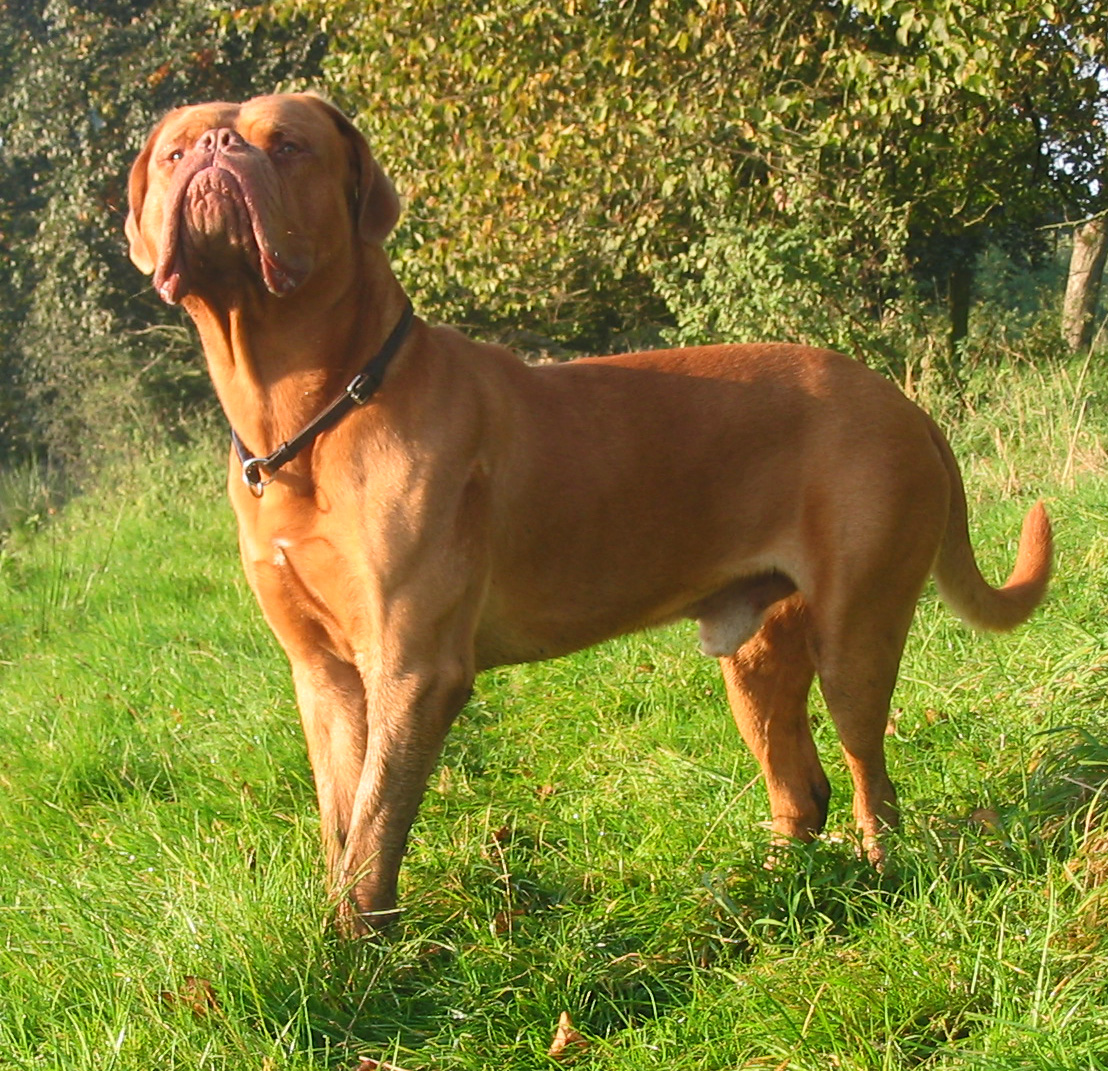
Esemplare di Dogue de Bordeaux.

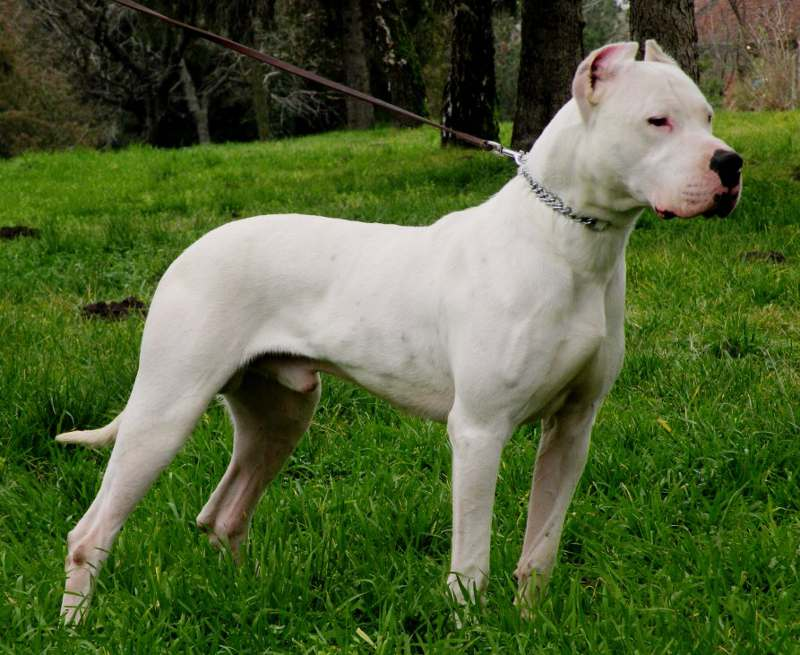
Esemplare di dogo argentino.

I dogue o doghi sono uno dei principali tipi di molossoidi, caratterizzato da musi quadrati e tozzi.
Si tratta di un vastissimo gruppo di razze canine, la FCI ne riconosce una ventina nella sezione 2.1 del gruppo 2 (molossoidi tipo "dogue", appunto), anche se andrebbero inserite tra di loro anche diverse varianti locali, non riconosciute ufficialmente, sviluppatesi nel corso del XIX secolo nelle terre dell'ex-Impero britannico a partire dal bulldog e dal english mastiff, due delle razze dogue più note.

## Etimologia
In lingua italiana, il vocabolo dogue è adattato in «dogo» («doghi» al plurale). La parola compare al principio del XX secolo nell'opera di Antonio Baldini La dolce calamita, ovvero La donna di nessuno (1929): "Il piccolo dogo dalla collottola grassa e dagli occhi tondi e sospettosi accucciato ai piedi della padrona fa buona guardia".

## Storia
L'attitudine dei molossoidi alla lotta ed alla difesa della proprietà venne compresa dall'uomo sin dai tempi antichi. Già la tribù greca dei Molossi (in greco Μολοσσοί, Molossoi?), stanziati nella regione dell'Epiro sin dall'Età Micenea, aveva selezionato un cane da guerra partendo dai grandi cani da montagna giunti dall'Altai: il molosso, o canis epiroticus.

## Caratteristiche
La caratteristica principale del dogue è il muso quadrato. Rispetto ai molossoidi tipo "cane da montagna", il dogue ha pelliccia più corta poiché cane destinato a stare "a contatto" con il padrone, nella casa o nel cortile. Taluni tipi di dogue hanno poi corpo più corto rispetto a quello dei molossoidi: es. Bulldog o Deutscher boxer.